# Huta Polańska
Huta Polańska – wieś w Polsce położona w województwie podkarpackim, w powiecie jasielskim, w gminie Krempna.

## Położenie
Wieś leży w obrębie Beskidu Niskiego, w odległości 4 km na południe od centrum Polan. Stanowi enklawę na terenie Magurskiego Parku Narodowego, połączoną z „cywilizacją” jedną dojazdową drogą (w kierunku Polan) otwartą dla ruchu kołowego.

## Historia

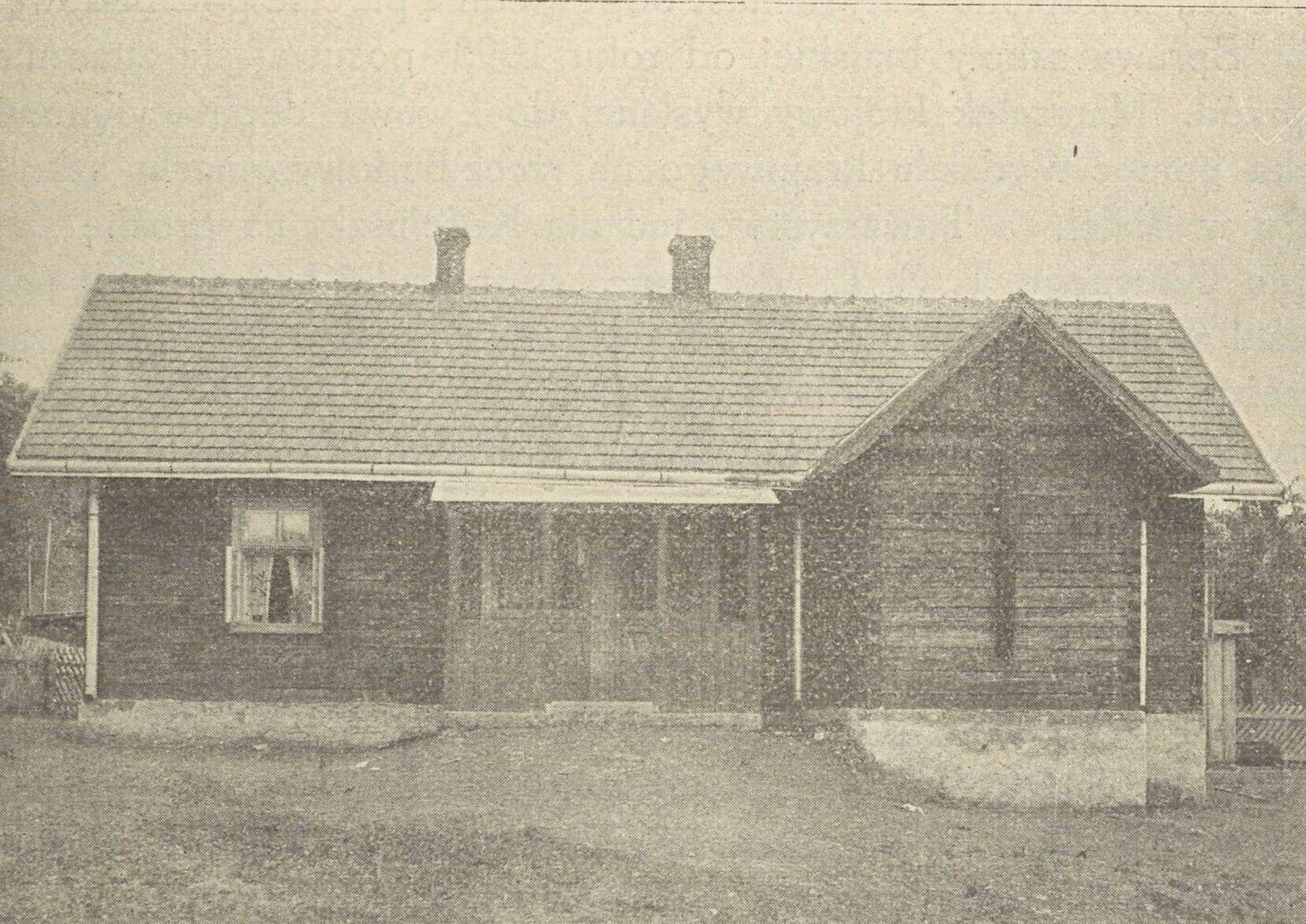
Szkoła polska w Hucie Polańskiej (przed 1911)

Huta Polańska powstała w XVI lub XVII w., a jej nazwa pochodzi od huty szkła, czynnej do II poł. XIX w. Jak inne wsie o podobnej genezie Huta Polańska – zamieszkiwana przez przybyszów z północnych podgórzy Karpat – stanowiła enklawę ludności polskiej wśród rusińskiego otoczenia.
W okresie konfederacji barskiej w 1772 r. major Fabri na czele huzarów austriackich wyparł jeden z oddziałów konfederatów w góry, nad granicę węgierską. Ci stacjonowali tu przez jakiś czas, po czym – według miejscowej tradycji – po upadku konfederacji część z nich miała się tu osiedlić. Do dziś niektóre pochodzące stąd rodziny kultywują pamięć o szlacheckim pochodzeniu, chociaż już w okresie międzywojennym nie różniły się one ani majątkiem ani trybem życia od innych mieszkańców wsi.
W 1904 r. powstała tu polska szkoła z czytelnią. Przed I wojną światową działał Związek Strzelecki, który zasilił Legiony.

## II wojna światowa

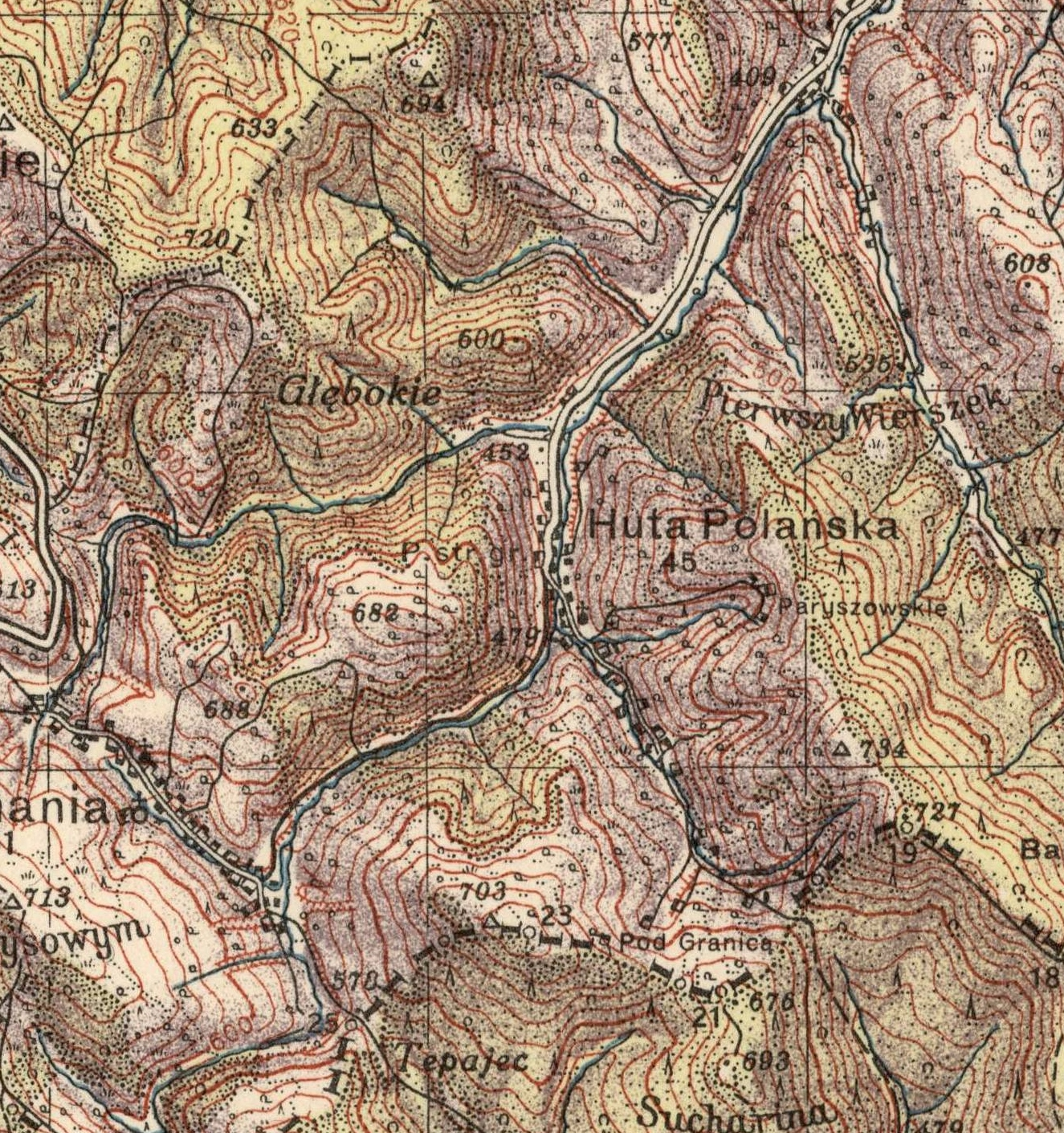
Wieś na mapie z 1938 roku w skali 1:100 000

W sierpniu 1939 r. nieliczną placówkę Straży Granicznej w Krempnej (która obejmowała swym rejonem również Hutę Polańską) wzmocniła drużyna strzelców oraz niewielki oddział Obrony Narodowej. W czasie kampanii wrześniowej 1939 r. na terenie wsi miały miejsce walki. Już 2 września około południa wdarła się od strony słowackiej grupa bliżej nierozpoznanych dywersantów, która omijając linie polskich czat ostrzelała ubezpieczenia placówki Straży Granicznej we wsi, położone ok. 3 km od granicy. 7 września na teren wsi wtargnęły oddziały 1 Dywizji Górskiej gen. Kublera. Walki trwały do 9 września.
Podczas niemieckiej okupacji istniała tu komórka AK oraz punkt przerzutu na Węgry. Od końca września 1939 r. do końca lata 1944 r. kurierzy przeprowadzili przez granicę, z Huty Polańskiej do słowackiej wsi Nižná Pisaná ok. 400 osób, mimo że istniała w wiosce niemiecka placówka graniczna. Przewodnikami uciekinierów byli: Benedykt, Bronisław, Jan, Józef i Władysław Maciejczykowie oraz Jan Winiarski z Huty Krempskiej, a także bracia Jan i Władysław Adamscy i Jan Zięba z Huty Polańskiej.
Gdy 8 września ruszyło radzieckie natarcie w kierunku Przełęczy Dukielskiej, główne uderzenie w kierunku na Iwlę – Polany – Hutę Polańska prowadził radziecki 101 Korpus. 11 września duży oddział kawalerii gen. Baranowa wdarł się przez Głojsce na tyły obrony niemieckiej w rejonie Ciechani i Huty Polańskiej. Ponosząc ciężkie straty, walczył w okrążeniu przez dwa tygodnie, zaopatrywany zrzutami z powietrza. Dopiero kolejna faza natarcia 38 Armii radzieckiej, rozpoczęta 27 września, uwolniła resztki żołnierzy Baranowa z okrążenia.
Już wcześniej, bo 13 września, Niemcy przygotowując kontrnatarcie na pozycje 38 Armii wysiedlili całkowicie przyfrontowe wsie, między innymi Hutę Polańską. Gdy więc 30 września rozpoczynająca kolejne natarcie 38 Armia gen. Moskalenki skierowała zmasowany ogień artyleryjski na Hutę Polańską i Ciechanię, pociski spadły na opustoszałe zabudowania. Dzieła zniszczenia dokonali wycofujący się Niemcy, paląc prawie całkowicie Hutę i równając z ziemią Ciechanię. (...) W wyniku działań wojennych w Hucie Polańskiej na 67 budynków ocalało zaledwie 4 i to uszkodzone (...).
Na terenie Huty Polańskiej znajduje się przedwojenny kościół pw. św. Jana z Dukli i św. Huberta, filialny w parafii Matki Bożej Częstochowskiej w Polanach. Świątynia była zniszczona w czasie II wojny światowej i odbudowana w latach 90. Niedaleko kościoła, w budynku dawnej strażnicy WOP, mieści się schronisko turystyczne „Hajstra”.

## Galeria

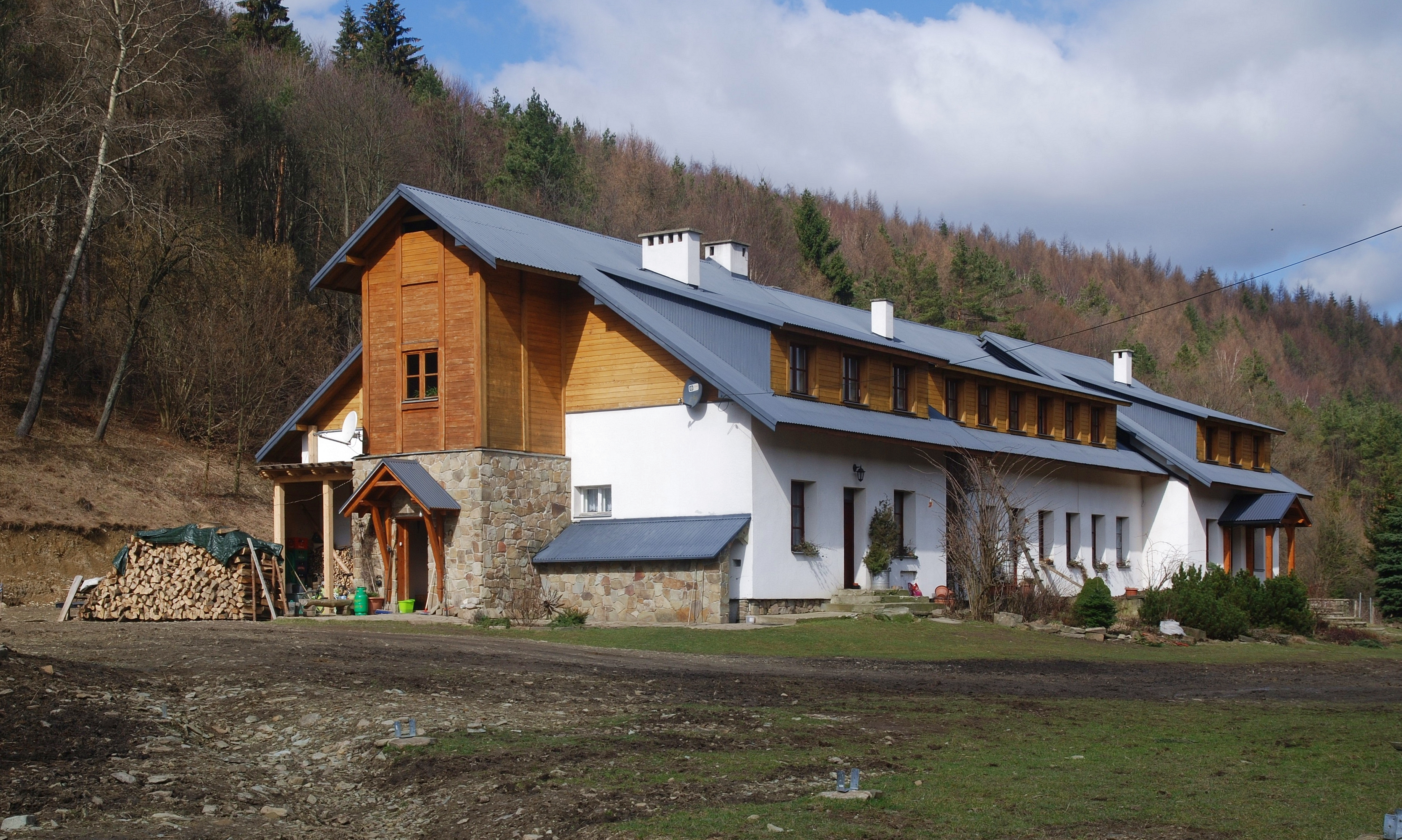
Hajstra
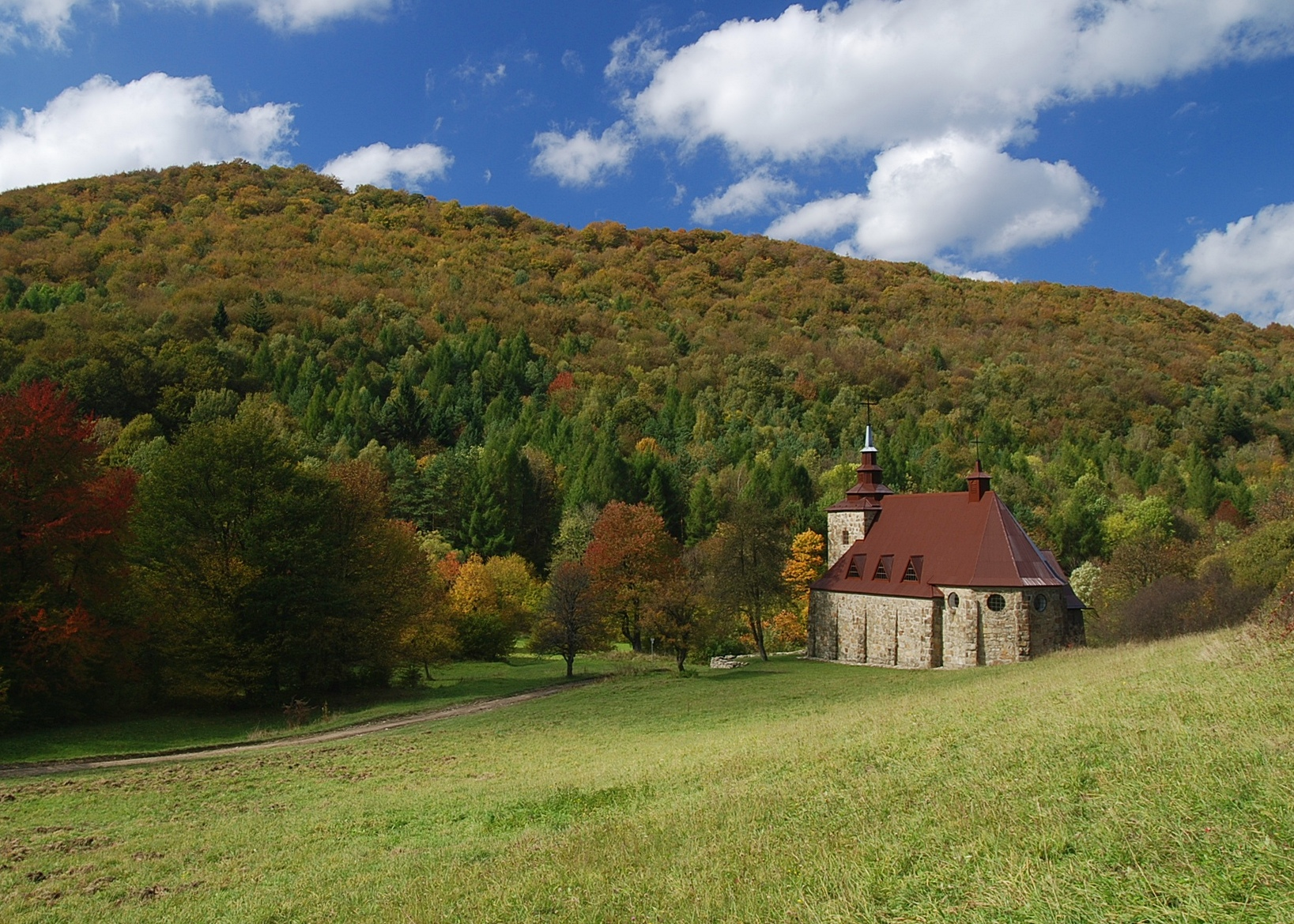
Widok na kościół
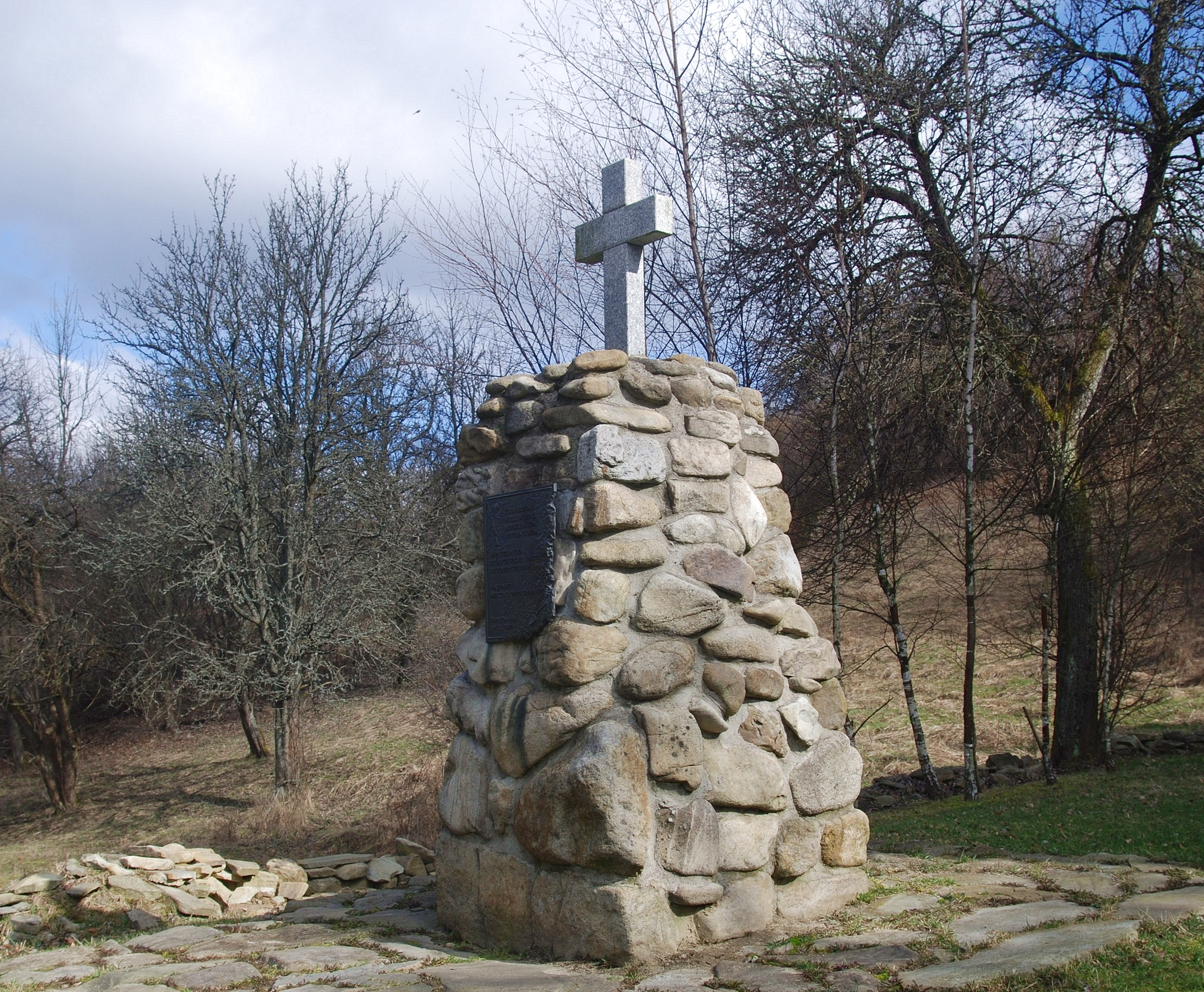
Pomnik przy kościele
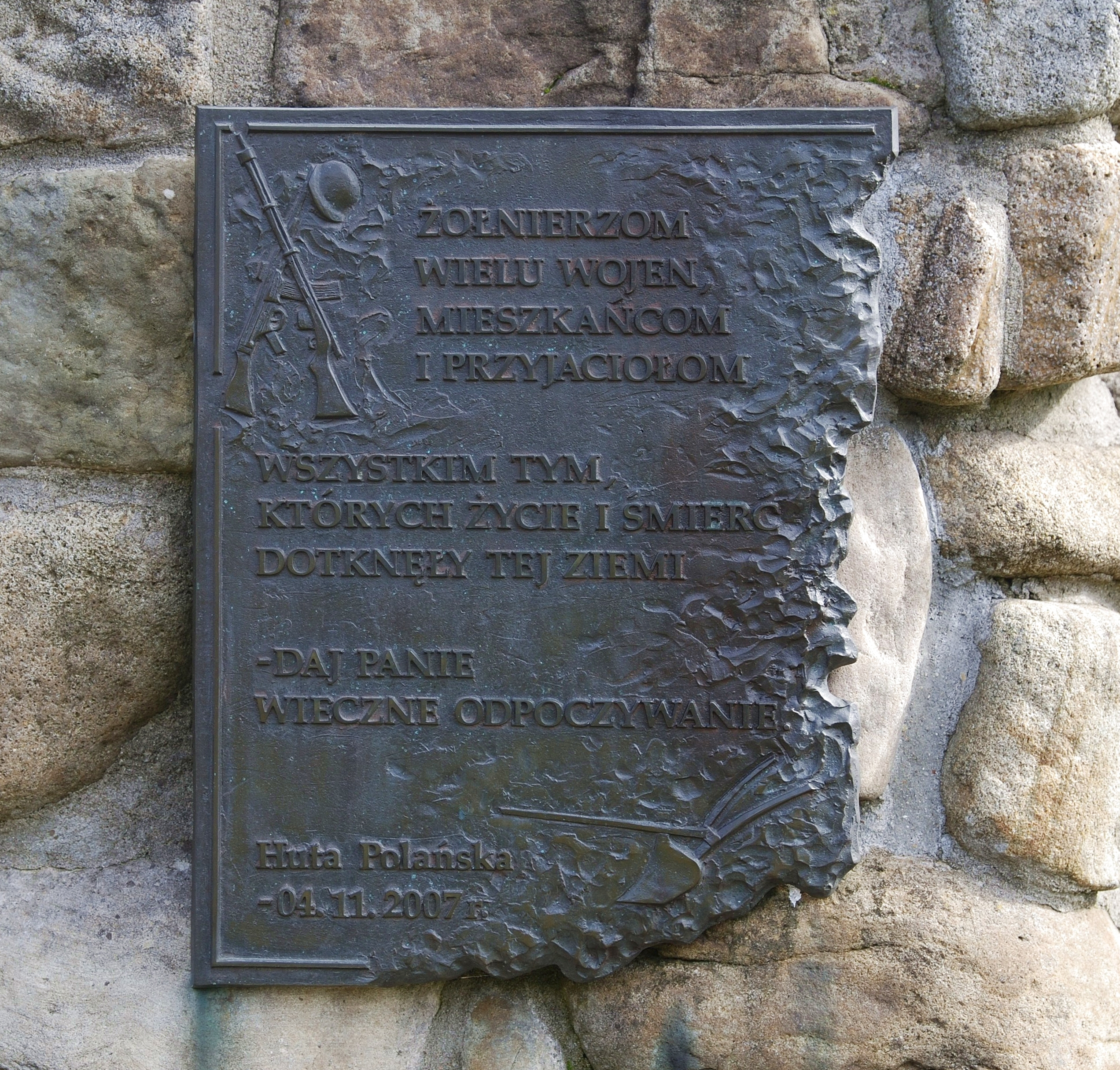
Tablica na pomniku
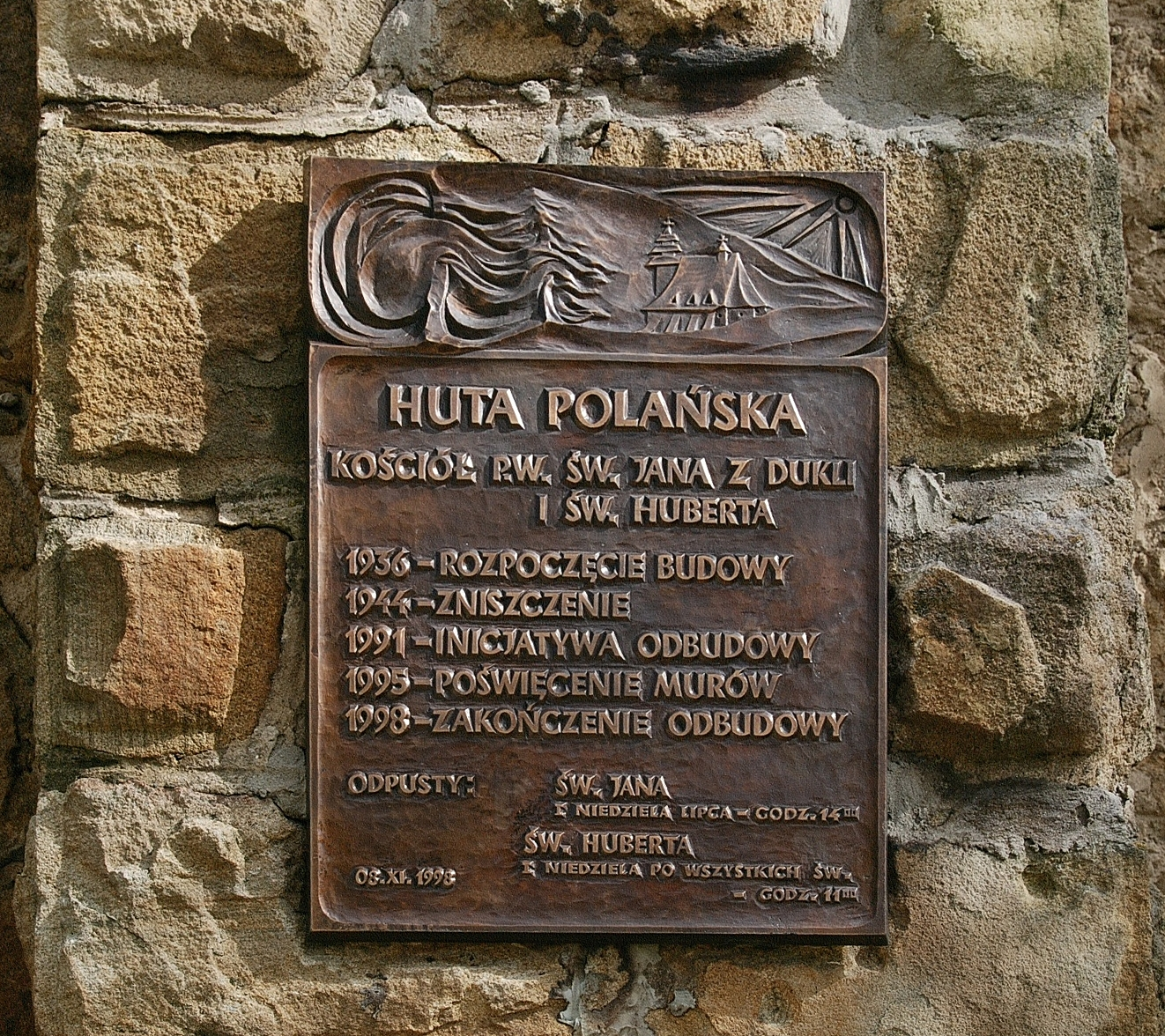
Tablica pamiątkowa na kościele
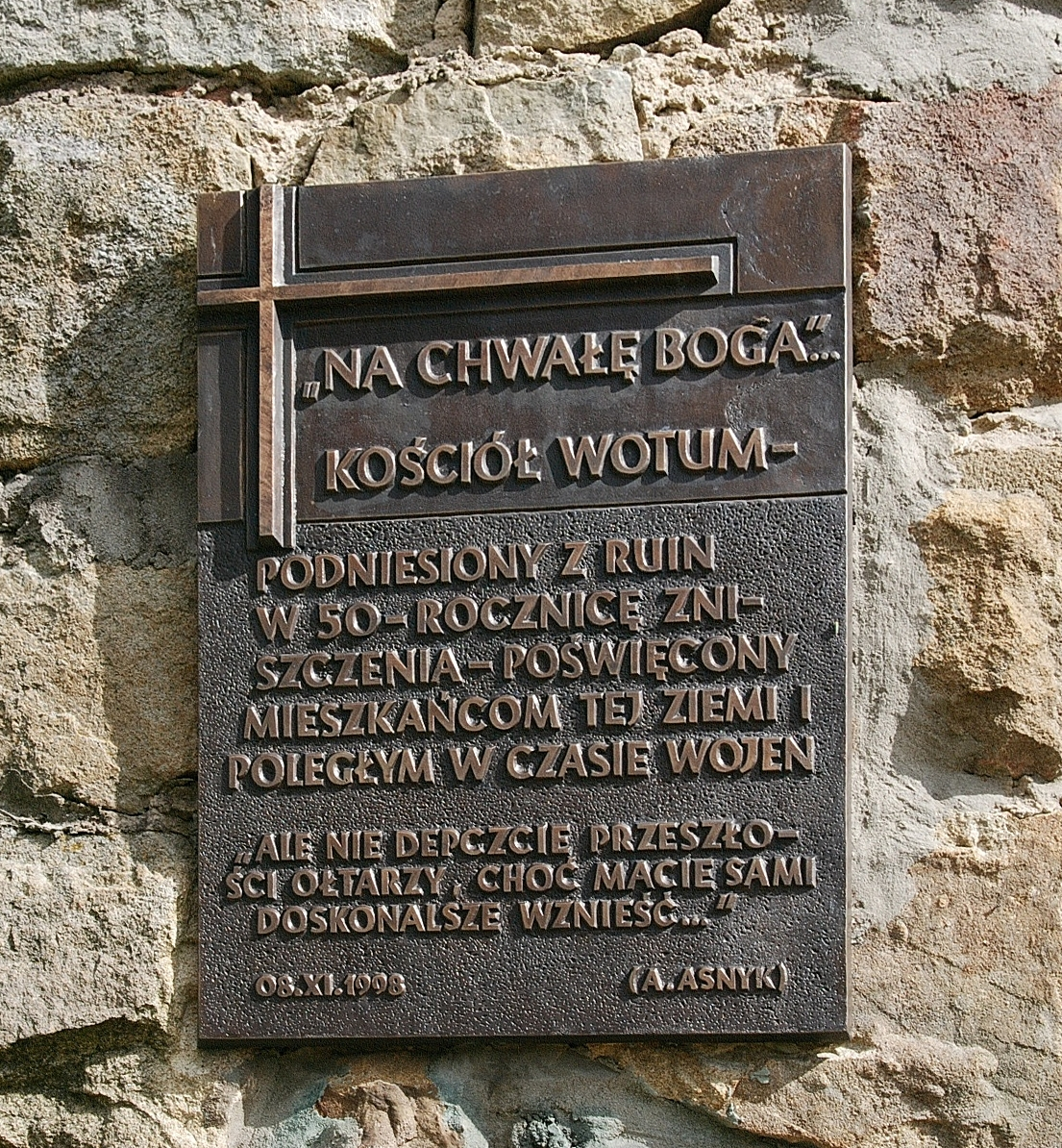
Tablica pamiątkowa na kościele

## Szlaki piesze
Z Huty Polańskiej prowadzi łącznik do Przełęczy Mazgalica.
- Przełęcz Beskid nad Ożenną (590 m n.p.m.) – Ożenna – Przełęcz Mazgalica – Baranie (754 m n.p.m.) – Barwinek – Przełęcz Dukielska (500 m n.p.m.)